# 大沼保義
大沼 保義（おおぬま やすよし、1942年（昭和17年）10月8日 - ）は、日本の造り酒屋経営者。千代寿虎屋酒造株式会社社長（第3代）・会長。日本酒造組合中央会顧問。山形県酒造組合会長（第7代・5期）。寒河江市商工会会長。寒河江市教育委員会委員長。社団法人寒河江青年会議所理事長（第10代）。趣味は将棋（五段）。

## 来歴
- 1942年（昭和17年）10月8日 - 父：大沼義之助と母：ミキヲの子として生まれる。
- 1961年（昭和36年）3月 - 山形県立寒河江高等学校卒業
- 1965年（昭和17年）3月 - 慶應義塾大学卒業
  - 4月 - 国税庁醸造試験所（現・酒類総合研究所）入所
  - 10月 - 虎屋酒造合資会社の社員となる。
- 1967年（昭和42年） - 山形へ帰郷。
- 1973年（昭和42年） - 青醸会副会長就任
- 1977年（昭和52年） - 社団法人寒河江青年会議所第10代理事長就任
  - 『寒河江市民さくらんぼ憲章』を制定。
- 1983年（昭和58年） - 虎屋酒造が西川町の笹島酒造を買収して合資会社虎屋西川工場設立。代表社員就任。
- 1984年（昭和59年）10月 - 社名を千代寿虎屋酒造合資会社に変更し3代目社長就任。父の義之助は会長となる。
- 1985年（昭和60年） - ワインの研究でオーストリアを訪れる。 この時に現地で飲んだ生ワインを1987年（昭和62年）に日本で商品化する。
- 1990年（平成2年）4月 - 山形県酒造組合連合会理事就任（1993年（平成5年）3月まで）
- 1994年（平成6年）4月 - 山形県酒造組合連合会会長1期目就任
- 1996年（平成8年）4月 - 山形県酒造組合連合会会長2期目就任
- 1998年（平成10年）4月 - 山形県酒造組合連合会会長3期目就任
  - 10月10日 - 寒河江市教育委員会委員就任（2009年（平成21年）4月30日まで）
- 1999年（平成11年）6月13日 - アメリカ西海岸「山形の酒」事情調査団団長を務めサンフランシスコを視察する。
- 2000年（平成12年）4月 - 山形県酒造組合連合会は「山形県酒造組合」と改称し会長4期目就任
- 2002年（平成14年）4月 - 山形県酒造組合会会長5期目就任（2004年（平成16年）3月まで）
- 2003年（平成15年） - 豊国活用研究会会長就任
  - 国際ロータリー第2800地区組織第5ブロック・ガバナー補佐就任
  - 3月28日 - 山形県物産協会会長就任（2004年（平成16年）3月31日まで）
- 2004年（平成16年） - 日本酒造組合中央会副会長就任（2008年（平成20年）6月4日まで）
- 2007年（平成19年）5月 - 寒河江法人会副会長就任（2009年（平成21年）5月まで）
  - 12月27日 - 寒河江市教育委員会委員長就任（2009年（平成21年）4月30日まで）
- 2008年（平成20年）6月5日 - 日本酒造組合中央会顧問就任
- 2012年（平成24年）1月 - 千代寿虎屋酒造株式会社会長就任。長男の大沼寿洋は社長となる。
- 2013年（平成25年）4月18日 - 春の園遊会に招待される。

## 栄典・受賞歴
- 2001年（平成13年）10月23日 - 仙台国税局長表彰
- 2003年（平成15年）11月3日 - 黄綬褒章
- 2003年（平成15年）10月31日 - 山形県商工観光功労者表彰
- 2008年（平成20年）11月28日 - 国税庁長官感謝状
- 2009年（平成21年）11月9日 - 山形県教育功労者表彰
- 2012年（平成24年）11月3日 - 旭日小綬章

## 法人・団体の役職（元職含む）
- 寒河江市倫理法人会顧問
- 寒河江市都市計画審議会会長
- 山形さらど事業協同組合理事長
- 寒河江市振興審議会会長
- 寒河江市行財政改革推進委員会会長
- 山形県酒造適性米生産振興対策協議会会長
- 西村山地区商工振興審議会会長
- 日本電信電話ユーザ協会山形支部理事・山形地区協会副会長
- 寒河江高等学校長陵同窓会第7代会長（2012年5月18日まで）
- 寒河江高等学校PTA会長
- 寒河江高等学校創立七十周年記念事業実行委員会事務局長
- 日本将棋連盟寒河江支部支部長
- ボーイスカウト山形県連盟山形第29団副団委員長
- 寒河江八幡宮流鏑馬保存会会長
- 名物ひっぱりうどんまつり実行委員会会長

## 出版物
著書
- 『酒蔵片々 - 幼少編』 2004年1月 大沼保義（著） 千代寿虎屋酒造株式会社（出版）

関連書籍
- 『大沼保吉翁回想録』 1963年6月 後藤嘉一（編著） 大沼保吉翁回想録編纂委員会（出版）
- 『千代寿虎屋酒造史』 1989年8月 大沼義之助（著） 千代寿虎屋酒造（出版）

## 親族
- 祖父：大沼保吉 - 第10代山形市長、寿虎屋酒造8代目経営者、千代寿虎屋酒造初代経営者
- 伯父：大沼勘四郎 - 寿虎屋9代目社長
  - 従姉：大沼裕子 - 正田陽一（東京大学名誉教授・上皇后美智子の従兄）妻
  - 従弟：大沼保昭 - 東京大学名誉教授
- 義伯父：大沼貞蔵 - 医師、医学博士、（社）山形県医師会初代会長
  - 従兄：大沼貞雄 - 医師、医学博士、（社）山形市医師会会長
- 父：大沼義之助 - 千代寿虎屋酒造2代目社長、（社）寒河江法人会初代会長
- 長男：大沼寿洋 - 千代寿虎屋酒造4代目社長、月山トラヤワイナリー社長

## 参考資料
- 『千代寿虎屋酒造史』 1989年8月 大沼義之助（著） 千代寿虎屋酒造（出版）
- 『酒蔵片々 - 幼少編』 2004年1月 大沼保義（著） 千代寿虎屋酒造株式会社（出版）
- 『山形県酒造史　山形酒の昨日・今日・明日』 2005年5月 山形県酒造組合（出版）
- 『山形新聞』 2013年3月21日号、2012年11月3日号、2012年1月7日号、2007年12月28日号
- 『官報』 2003年11月4日 号外 253 褒賞、2012年11月5日 号外 240 叙位・叙勲
- 『寒河江法人会会報』 第1号～第24号
- 『農業協同組合新聞』 2008年6月16日号
- 『日本食糧新聞』 1999年9月15日 08583号
- 『醸界タイムスWEB版』2008年6月13日号2008年11月11日号
- 公益社団法人寒河江青年会議所HP
- 『市報さがえ』2009年6月5日号、2009年12月5日号、
- 『大沼保吉翁回想録』 1963年6月 後藤嘉一（編著） 大沼保吉翁回想録編纂委員会（出版）